# ...Efter stormen
Az ... Efter stormen a svéd énekes-dalszerző Marie Fredriksson 3. stúdióalbuma, melyet az EMI Swenska jelentetett meg 1987. október 12-én. Az album a Roxette debütáló albumának áttörése óta nagy siker volt, így a svéd albumlistán az 1. helyezett volt, és egy hónapon belül több mint 50.000 példányt értékesítettek, mely végül meghaladta a 100.000 példányszámú eladást. A svéd hanglemezipar szövetsége platina helyezéssel jutalmazta az eladások alapján.
Az album címével azonos kislemez az "Efter stormen" csupán a 7. helyezett volt a svéd kislemezlistán, a "Bara för en dag" a svéd kislemezlista Top 10-es slágerévé vált. A lemez az 1987-es "Rockbjörnen" díjátadón a legjobb svéd album kategóriában nyerő volt, valamint Fredriksson is a legjobb svéd női énekesnek járó díjat kaphatta meg a fesztiválon, mely a Grammy-díj svéd megfelelője. Az album újra masterelt változata CD lemezen 2003-ban jelent meg 3 bónusz dallal együtt. 

## Előzmények és felvételek
Fredriksson előző albuma, a Den sjunde vågen kiadása után 1986 februárjában megalakult a Roxette nevű pop duó, és ugyanebben az évben jelent meg a Pearls of Passion című debütáló album is. Mindkét lemez sikeres volt Svédországban. Fredriksson szólóalbumából 90.000 példány kelt el, míg a Roxette közel 200.000 példányszámot adott el az új albumból. Az album felvételei az EMI Stúdióban zajlottak május és szeptember között két felvonásban, azonban a felvételt megszakította a Roxette társalapú koncert turnéja, melyen Eva Dahlgren és a Ratata együttes is részt vett. A "Rock runt riket" júliustól augusztusig tartott.
Gessle kezdetben azzal érvelt, hogy ha Fredriksson visszatér szólókarrierjéhez, és az azt követő turné negatívan befolyásolja majd a duó esélyét a nemzetközi siker elérésére. Ezen kifogások ellenére szeptemberben visszatért az EMI Stúdióba, és befejezte a felvételeket. Az "...Efter stormen" után Gessle a stúdióban eltöltött többletidőt felhasználta a Roxette második albumának a Look Sharp!-nak a felvételeire. Az "Efter stormen"-t ugyanazok a művészek közreműködésével vették fel, mint a "Den sjunde vågen"-t, bár a lemez inkább rock, és folk alapokat tartalmaz. Szintetizátort szinte nem is használtak az albumon.   Az "Om du du såg mej nu" című dalt Fredriksson az 1981-ben elhunyt édesapja emlékének szentelve írta.

## Sikerek
Az album beharangozó és egyetlen kislemeze az "Efter stormen" Top 10-es slágerlistás helyezés volt hazájában, és a svéd kislemezlistán a 7. helyezést érte el. A svéd airplay listán pedig a 2. helyezett volt.  Az album sikeres volt, és az 1987. október 12-i megjelenése után a svéd albumlistán a 3. helyre került, mielőtt két egymást követő héten belül első helyezett lett. A kiadástól számított egy hónapon belül több mint 50.000 példányban talált gazdára az album, és október és december körül egy 33 helyszínből álló koncertturnén kívánták az albumot népszerűsíteni. 1987 végére a svéd Hanglemezipar platina helyezéssel jutalmazta az eladások alapján az albumot, a több mint 100.000 példányszámot meghaladó eladások alapján. A lemez elnyerte  a legjobb svéd albumot az 1987-es Rockbjörnen díjátadón, ahol Fredriksson szintén a legjobb svéd énekesnő díját kapta meg. 1988 elején a "Bara för en dag" című dal Top 10-es slágerként a svéd airplay listára került fel. Fredriksson az 1988-as svéd Grammy-díj díjátadón a Pop/Rock női kategóriában díjat vehetett át.

## Formátumok és számlista
| 1. | Längtan (Intro)       | "Longing"              | 1:41 |
| 2. | Om du såg mej nu      | "If You Saw Me Now"    | 4:20 |
| 3. | Efter stormen         | "After the Storm"      | 4:01 |
| 4. | Kärlekens skuld       | "Love's Debt"          | 4:50 |
| 5. | Aldrig som främlingar | "Never Like Strangers" | 4:54 |
| 6. | Bara för en dag       | "Just for a Day"       | 4:41 |

| ... Efter stormen LP/Cassette: Side B | ... Efter stormen LP/Cassette: Side B | ... Efter stormen LP/Cassette: Side B | ... Efter stormen LP/Cassette: Side B | ... Efter stormen LP/Cassette: Side B | ... Efter stormen LP/Cassette: Side B | ... Efter stormen LP/Cassette: Side B | ... Efter stormen LP/Cassette: Side B | ... Efter stormen LP/Cassette: Side B | ... Efter stormen LP/Cassette: Side B |
| #                                     | Cím                                   | Angol fordítás                        | Hossz                                 |                                       |                                       |                                       |                                       |                                       |                                       |
| ------------------------------------- | ------------------------------------- | ------------------------------------- | ------------------------------------- | ------------------------------------- | ------------------------------------- | ------------------------------------- | ------------------------------------- | ------------------------------------- | ------------------------------------- |
| 7.                                    | Längtan                               |                                       | 4:16                                  |                                       |                                       |                                       |                                       |                                       |                                       |
| 8.                                    | Låt mej andas                         | "Let Me Breathe"                      | 4:34                                  |                                       |                                       |                                       |                                       |                                       |                                       |
| 9.                                    | Kaffe och tårar                       | "Coffee and Tears"                    | 4:01                                  |                                       |                                       |                                       |                                       |                                       |                                       |
| 10.                                   | Även vargar måste välja               | "Even Wolves Must Choose"             | 2:45                                  |                                       |                                       |                                       |                                       |                                       |                                       |
| 11.                                   | När vindarna vänt                     | "When the Winds Changed"              | 4:11                                  |                                       |                                       |                                       |                                       |                                       |                                       |
| 12.                                   | Jag brände din bild                   | "I Burned Your Picture"               | 4:29                                  |                                       |                                       |                                       |                                       |                                       |                                       |
| 48:43                                 |                                       |                                       |                                       |                                       |                                       |                                       |                                       |                                       |                                       |

| ... Efter stormen – 2003 reissue (bonus tracks) | ... Efter stormen – 2003 reissue (bonus tracks)                              | ... Efter stormen – 2003 reissue (bonus tracks) | ... Efter stormen – 2003 reissue (bonus tracks) | ... Efter stormen – 2003 reissue (bonus tracks) | ... Efter stormen – 2003 reissue (bonus tracks) | ... Efter stormen – 2003 reissue (bonus tracks) | ... Efter stormen – 2003 reissue (bonus tracks) | ... Efter stormen – 2003 reissue (bonus tracks) | ... Efter stormen – 2003 reissue (bonus tracks) |
| #                                               | Cím                                                                          | Angol fordítás                                  | Hossz                                           |                                                 |                                                 |                                                 |                                                 |                                                 |                                                 |
| ----------------------------------------------- | ---------------------------------------------------------------------------- | ----------------------------------------------- | ----------------------------------------------- | ----------------------------------------------- | ----------------------------------------------- | ----------------------------------------------- | ----------------------------------------------- | ----------------------------------------------- | ----------------------------------------------- |
| 12.                                             | Jag brände din bild" / "Om du såg mej nu (Orchestral Reprise) (hidden track) |                                                 | 6:21                                            |                                                 |                                                 |                                                 |                                                 |                                                 |                                                 |
| 13.                                             | Varmt och djupt                                                              | "Warm and Deep"                                 | 4:33                                            |                                                 |                                                 |                                                 |                                                 |                                                 |                                                 |
| 14.                                             | Ut ur skuggan, in i solen                                                    | "Out of the Shade, Into the Sun"                | 4:21                                            |                                                 |                                                 |                                                 |                                                 |                                                 |                                                 |
| 15.                                             | En stund                                                                     | "A While"                                       | 5:38                                            |                                                 |                                                 |                                                 |                                                 |                                                 |                                                 |
| 1:05:07                                         |                                                                              |                                                 |                                                 |                                                 |                                                 |                                                 |                                                 |                                                 |                                                 |

## Slágerlista
| Slágerlista(1987)                            | Legjobb helyezések |
| -------------------------------------------- | ------------------ |
| Svédország (Sverigetopplistan Top 60 Albums) | 1                  |

## Kiadási előzmények
| Régió      | Dátum            | Formátum                                       | Label           | Katalógus#       | Ref.  |
| ---------- | ---------------- | ---------------------------------------------- | --------------- | ---------------- | ----- |
| Svédország | 12 October 1987  | LP MC CD                                       | EMI             | 7484572          | [ 7 ] |
| Svédország | 2002. június     | Remastered 24-bit HDCD: Kärlekens guld box set | Capitol Records | 7243 5 40199-2 0 | [ 7 ] |
| Svédország | 2003. március 5. | CD                                             | Capitol Records | N/A              | [ 7 ] |

## Minősítések
| Ország           | Minősítés | Eladások |
| ---------------- | --------- | -------- |
| Svédország (GLF) | platina   | 100.000  |